# Odbor za zadeve Evropske unije Državnega zbora Republike Slovenije
Odbor za zadeve Evropske unije je odbor Državnega zbora Republike Slovenije. 

## Delovanje
»Odbor v skladu z zakonom o sodelovanju med državnim zborom in vlado v zadevah Evropske unije (v nadaljevanju: zakon) in poslovnikom državnega zbora obravnava zadeve EU, razen zadev s področja zunanje in varnostne politike, in v tem okviru tudi priprave predloga sprememb pogodb, na katerih temelji EU, vsa vprašanja širitve EU in priprave predlogov pogodb o pristopu držav kandidatk k EU, vključno s pogajalskimi izhodišči. Omenjeni odbor obravnava sklepanje mednarodnih pogodb, ki so v izključni pristojnosti Evropske skupnosti oziroma Evropske skupnosti za atomsko energijo, ter sklepanje mednarodnih pogodb, ki jih sklene Republika Slovenija skupaj z ostalimi državami članicami EU ter Evropsko skupnostjo oziroma Evropsko skupnostjo za atomsko energijo. Sodeluje z institucijami in organi EU ter z odbori nacionalnih parlamentov za zadeve EU, prav tako pa tudi z matičnimi delovnimi telesi v zvezi z zadevami EU s svojega delovnega področja. V področje dela parlamentarnega odbora za zadeve Evropske unije sodi med drugim tudi obravnava predlogov deklaracij o usmeritvah za delovanje Republike Slovenije v institucijah EU ter obravnava zadev, ki so na dnevnem redu institucij in organov EU ter poročila o aktivnostih predstavnikov Republike Slovenije. Odbor skrbi za evidenco zadev EU.«

## Sestava

#### 4. državni zbor Republike Slovenije
- Predsednik: Anton Kokalj
- Podpredsednik: Bogdan Barovič in Mitja Slavinec
- Člani: Milan M. Cvikl, Polonca Dobrajc, Pavel Gantar, Ivan Grill, Bojan Homan, Franc Horvat, Robert Hrovat, Darja Lavtižar Bebler, Jakob Presečnik, Majda Širca, Tomaž Štebe, Milenko Ziherl, Franc Žnidaršič

#### 8. državni zbor Republike Slovenije
- Predsednik: Marko Pogačnik
- Podpredsednika: Marko Koprivc in Nik Prebil
- Člani: Černigoj Andrej, Doblekar Boris, Ferjan Jure, Hršak Ivan, Jelinčič Plemeniti Zmago, Merjasec Leon, Moškrič Janez, Peček Igor, Perič Gregor, Rajh Andrej, Sukič Nataša, Tomić Violeta, Trček Franc